# Messent Peak
Messent Peak är en bergstopp i Antarktis. Den ligger i Västantarktis. Argentina, Chile och Storbritannien gör anspråk på området. Toppen på Messent Peak är 1 100 meter över havet, eller 200 meter över den omgivande terrängen. Bredden vid basen är 9,7 km.
Terrängen runt Messent Peak är kuperad norrut, men söderut är den platt. Trakten är obefolkad. Det finns inga samhällen i närheten.